# 吳道南 (嘉靖進士)
吳道南（1508年—？），字文在，河南汝寧府光州民籍，江西豐城縣人，明朝政治人物。同進士出身。

## 生平
嘉靖十三年（1534年）甲午科河南鄉試第五十八名舉人。嘉靖十七年（1538年）中式戊戌科會試第六十七名，登第三甲第一百六十一名進士。官扬州府推官。

## 家族
曾祖吳世榮；祖父吳權；父吳昭鳳，母金氏；繼母陳氏。具庆下。弟吴道明。